# Фейра-ди-Сантана (агломерация)

Агломерация на карте штата.

Фейра-ди-Сантана (порт. Região Metropolitana de Feira de Santana)  —  крупная городская агломерация в Бразилии. Центр — город Фейра-ди-Сантана. Входит в штат Баия. 

## Население
Численность населения агломерации составляет 739 615 человек по состоянию на июль 2014 года. Занимает площадь 2 265,4 км². Плотность населения — 326,5 чел./км² в 2014 году.

## Состав
Агломерация включает 6 муниципалитетов:
| муниципалитет          | Площадь (км²) | население в 2014 (чел.) |
| ---------------------- | ------------- | ----------------------- |
| Фейра-ди-Сантана       | 1362,9        | 612000                  |
| Консейсан-да-Фейра     | 159,8         | 22448                   |
| Консейсан-ду-Жакуипи   | 115,7         | 33066                   |
| Сан-Гонсалу-дус-Кампус | 294,0         | 37111                   |
| Танкинью               | 209,0         | 8532                    |
| Амелия-Родригис        | 124,1         | 26458                   |
| всего                  | 2265,4        | 739615                  |